# Batalha de Didgori
A Batalha de Didgori (em georgiano: დიდგორის ბრძოლა, romanizado: didgoris brdzola) foi travada entre os exércitos do Reino da Geórgia e do Império Seljúcida no estreito lugar de Didgori, 40 km a oeste de Tbilisi, em 12 de agosto de 1121. O grande exército muçulmano, sob o comando de Ilghazi, foi incapaz de manobrar e sofreu uma derrota devastadora devido às táticas militares eficazes do rei David IV.
A batalha em Didgori foi o ápice de toda a guerra georgiano-seljúcida e levou à reconquista de Tbilisi pelos georgianos em 1122. Logo depois, David mudou a capital de Kutaisi para Tbilisi. A vitória em Didgori inaugurou a Idade de Ouro georgiana medieval e é celebrada nas Crônicas Georgianas como uma (em georgiano: ძლევაჲ საკვირველი dzlevay sak'virveli lit. a "vitória milagrosa"). Os georgianos modernos continuam a lembrar o evento como um festival anual de 12 de agosto conhecido como Didgoroba ("[o dia] de Didgori").